# Pulmoll

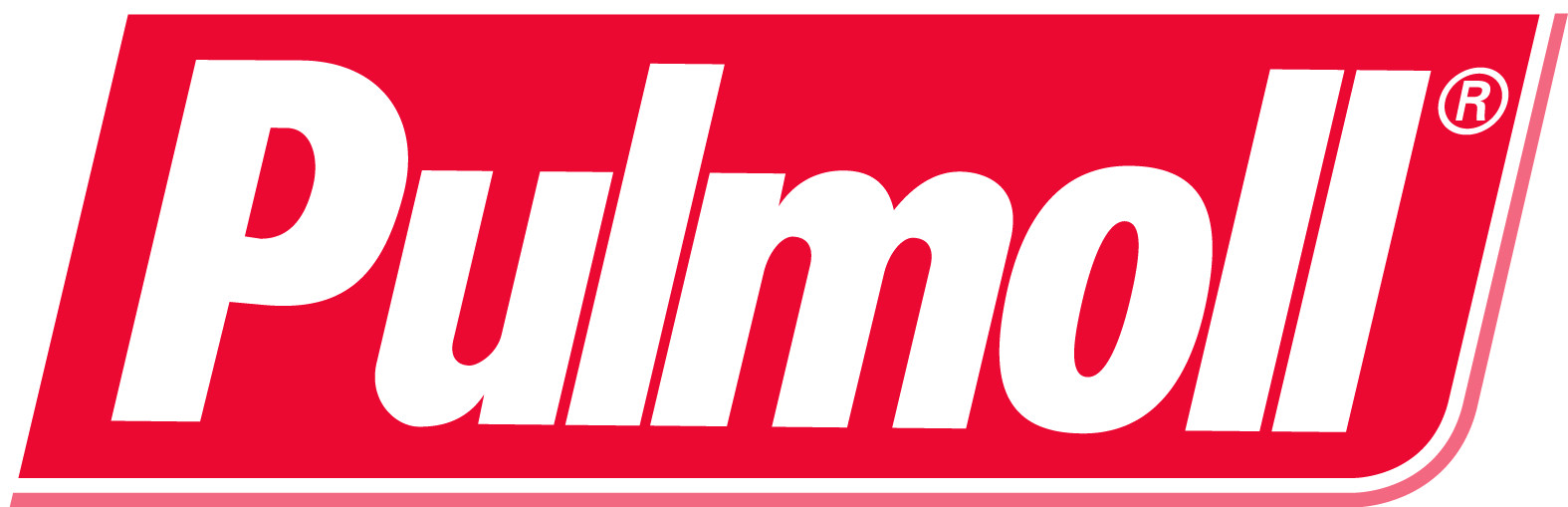
Pulmoll-Logo

Pulmoll-Classic-Dose

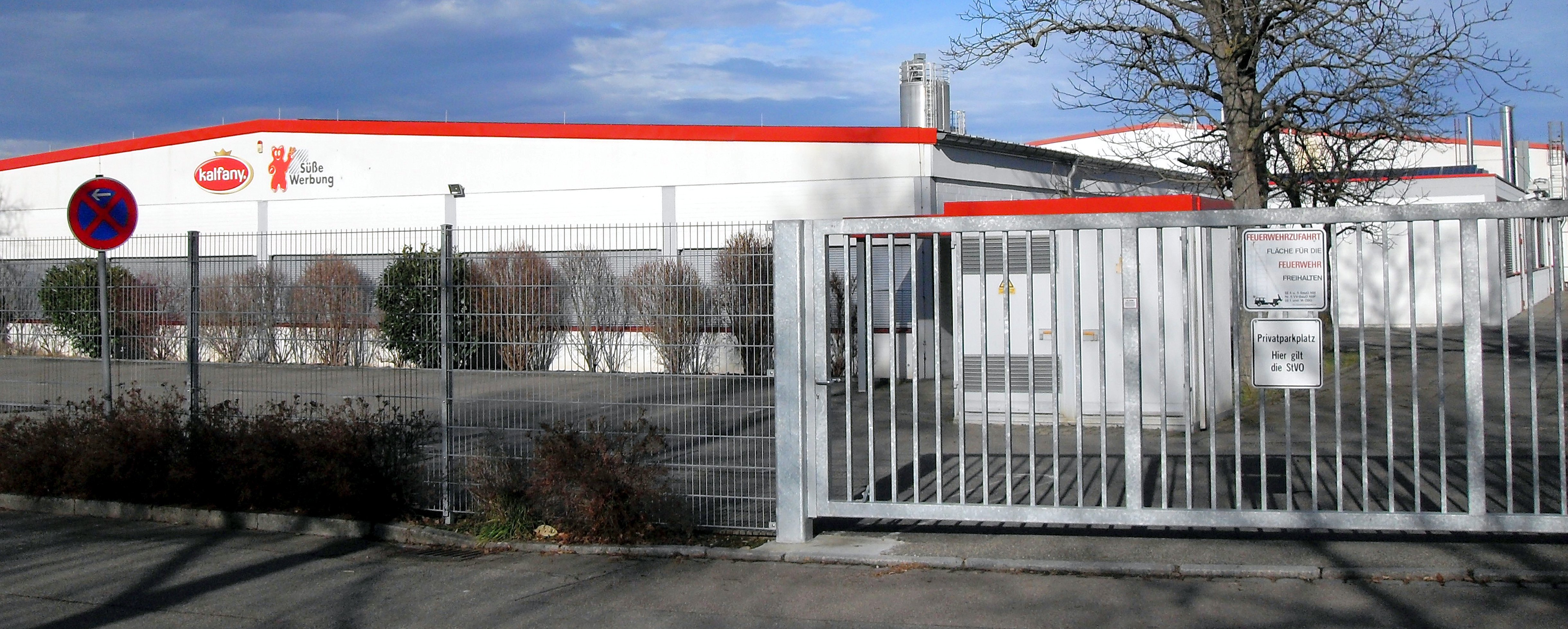
Firmensitz der Pulmoll Kalfany GmbH in Müllheim

Pulmoll-Hustenbonbons sind ein Markenprodukt des zu Zertus gehörenden Unternehmens Pulmoll Kalfany GmbH aus Müllheim im Markgräflerland. 

## Geschichte
Das Pulmoll-Hustenbonbon wurde 1946 vom französischen Apotheker Jacques Lafarge erfunden. Die Marke Pulmoll leitet sich von dem lateinischen Wort pulmones ab, das Lungen bedeutet. Die kleinen Bonbons wurden in Frankreich zu einem großen Erfolg und nur zehn Jahre nach der Erfindung produzierten die Laboratoires Lafarge bereits über 10 Millionen Dosen pro Jahr.
1956 wurde Pulmoll Classic auf dem deutschen Markt eingeführt und exklusiv in Apotheken verkauft. Bis zum Juli 1999 war Pulmoll eine eingetragene Handelsmarke von Sanofi S.A. Paris und gehörte bis Mitte 2003 dem Unternehmen Numico. In Deutschland wurde Pulmoll bis zur Übernahme durch Zertus von der Milupa AG in Friedrichsdorf im Taunus hergestellt.
Im Juli 2003 übernahm Zertus aus Hamburg – spezialisiert auf Marktnischen des Nahrungs- und Genussmittelbereiches – die Marke Pulmoll. Deren Tochterunternehmen Kalfany Süße Werbung GmbH & Co. KG und Pulmoll-Kalfany GmbH gehören zu den führenden Herstellern von Dosenbonbons. Kalfany Süße Werbung war bis 31. Dezember 2023 für die Produktion der Pulmoll Husten- und Halsbonbons verantwortlich, während das Marketing und der Vertrieb über die Schwesterfirma Importhaus Wilms/Impuls GmbH & Co. KG aus Taunusstein betrieben wird.
Zum 1. Januar 2024 wurde das bisherige Kalfany-Werk in Müllheim abgespalten und firmiert seither eigenständig unter dem Namen Pulmoll Kalfany GmbH.
Inzwischen gibt es die Pulmoll-Bonbons in vierzehn Sorten, die hauptsächlich von Apotheken, Drogerien und dem Einzelhandel vertrieben werden. Als Klassiker gilt nach wie vor die Sorte Pulmoll Classic. Seit September 2007 sind mit Pulmoll Soft neuartige, weiche Kaupastillen in den Varianten Classic und Kirsch + Vitamin C erhältlich.

## Werbung
Pulmoll genießt eine hohe Markenbekanntheit in der deutschen Bevölkerung, nicht zuletzt wegen der ungewöhnlichen Verpackung. Bekannt wurde in den 1970er Jahren die Pulmoll-Werbekampagne mit Roberto Blanco und dem Slogan „Pulmoll - Die guten Sachen für Hals und Rachen“. Seit Oktober 2005 wirbt der Comedian Rüdiger Hoffmann mit „Versuchs mal auf die sanfte Tour“ für die Husten- und Halsbonbons von Pulmoll. Auf alten Blechreklametafeln findet sich auf dem Schal um den Hals einer Ente im Regen zudem der Slogan „Bei Entenwetter – Pulmoll“.
Aldi vertreibt saisonal unter dem Namen Hustinetten Original fast identische Produkte, die von der CEBE Bonbon GmbH produziert werden, welche zu Kalfany gehört.